# Эскадренные миноносцы типа «Зафер»
Эскадренные миноносцы типа «Зафер» (англ. Zafer) — два эсминца ВМС Турции построенные в Италии в начале 1930-х годов. Корабли являлись немного изменённой версией итальянских эсминцев типа «Фольгоре».
Внешне эсминцы «Зафер» отличались от прототипа наличием двух дымовых труб вместо одной. Мощность силовой установки, состоящей из двух ТЗА Parsons и трёх ПК Thornycroft, была снижена на 20 %, ввиду не слишком высоких требований заказчика в отношении скорости кораблей.
Артиллерийское вооружение состояло из 120-мм/50 орудий и располагалось по традиционной итальянской схеме — в двух спаренных установках на полубаке и кормовой надстройке. Зенитное вооружение состояло из двух (2 × 1) 40-мм/40 автоматов «пом-пом». Эсминцы имели оборудование для минных постановок, около 1942 года на корабли установили четыре бомбомёта и два (2 × 1) 20-мм/70 зенитных автомата.

## Корабли
| Эсминец                     | Верфь  | Спущен на воду | Начало службы | Конец службы       |
| --------------------------- | ------ | -------------- | ------------- | ------------------ |
| Зафер (англ. Zafer)         | CdT RT | 20.9.1931      | 6.6.1932      | исключён 27.2.1954 |
| Тиназтепе (англ. Tinaztepe) | CdT RT | 27.7.1931      | 6.6.1932      | исключён 27.2.1954 |

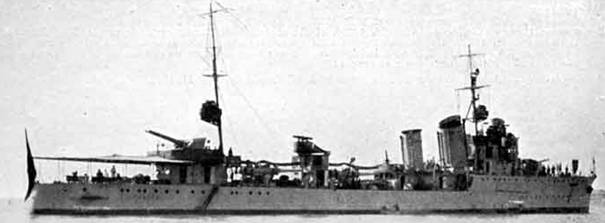
Тиназтепе
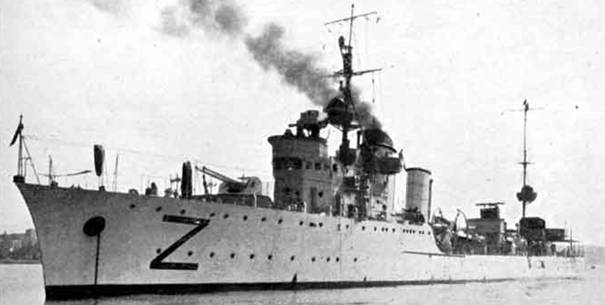
Зафер